# Coupe d'Irlande de football
Cet article traite uniquement de la compétition masculine. Pour la compétition féminine, voir Coupe d'Irlande de football féminin.
La Coupe d'Irlande de football, connue en Irlande sous le nom de FAI Cup (du nom de la fédération irlandaise de football) ou encore de FAI Ford Cup pour des raisons de parrainage est une compétition de football qui se dispute tous les ans en Irlande. Elle se déroule sur le principe de l’élimination directe jusqu'à la finale.
La Coupe d'Irlande de football existe depuis 1922. Auparavant la compétition se déroulait à l’échelle de l'île d'Irlande tout entière ; la création de cette compétition est bien sûr la résultante de l’indépendance de l’État d'Irlande. Son premier nom était d'ailleurs Free State Cup. Shelbourne FC, Bohemians FC et Derry City FC sont les seuls clubs à avoir gagné la coupe d'Irlande d’avant la partition et la coupe d'Irlande actuelle.
Le club des Shamrock Rovers détient le record de victoires avec 25 trophées gagnés. Athlone Town en 1924, Dundalk FC en 1958 et Shamrock Rovers en 1968 sont les trois seuls clubs à avoir remporté la Coupe sans concéder un seul but.
Le vainqueur de la Coupe d’Irlande se voit attribuer une place en Ligue Conférence depuis 2020. 
Depuis 2002 le football irlandais est organisé sur une saisonnalité estivale sur le principe de la Scandinavie ou de la Russie. L’année 2002 a donc connu une saison intermédiaire. Deux Coupes d’Irlande ont été disputées : Dundalk FC a remporté l'épreuve d’avril 2002 et Derry City FC celle de novembre.

## Organisation
La compétition s'organise sur le principe d'une épreuve à élimination directe jusqu'à la finale. Les participants sont les équipes disputant le championnat d'Irlande de football, Premier et First Division, auxquelles s'ajoute des équipes amateurs évoluant dans les championnats régionaux. 

## Palmarès

### Vainqueurs
| Saison    | Vainqueur                   | Score T.a.b.  | Finaliste                   |
| 1921-1922 | Saint James's Gate FC       | 1-1, 1-0      | Shamrock Rovers             |
| 1922-1923 | Alton United FC             | 1-0           | Shelbourne FC               |
| 1923-1924 | Athlone Town                | 1-0           | Fordsons FC                 |
| 1924-1925 | Shamrock Rovers             | 2-1           | Shelbourne FC               |
| 1925-1926 | Fordsons FC                 | 3-2           | Shamrock Rovers             |
| 1926-1927 | Drumcondra FC               | 1-1, 1-0      | Brideville FC               |
| 1927-1928 | Bohemian FC                 | 2-1           | Drumcondra FC               |
| 1928-1929 | Shamrock Rovers             | 0-0, 3-0      | Bohemian FC                 |
| 1929-1930 | Shamrock Rovers             | 1-0           | Brideville FC               |
| 1930-1931 | Shamrock Rovers             | 1-1, 1-0      | Dundalk FC                  |
| 1931-1932 | Shamrock Rovers             | 1-0           | Dolphin FC                  |
| 1932-1933 | Shamrock Rovers             | 3-3, 3-0      | Dolphin FC                  |
| 1933-1934 | Cork FC                     | 2-1           | Saint James's Gate FC       |
| 1934-1935 | Bohemian FC                 | 4-3           | Dundalk FC                  |
| 1935-1936 | Shamrock Rovers             | 2-1           | Cork                        |
| 1936-1937 | Waterford United            | 2-1           | Saint James's Gate FC       |
| 1937-1938 | Saint James's Gate FC       | 2-1           | Dundalk FC                  |
| 1938-1939 | Shelbourne FC               | 1-1, 1-0      | Sligo Rovers                |
| 1939-1940 | Shamrock Rovers             | 3-0           | Sligo Rovers                |
| 1940-1941 | Cork United Football Club   | 2-2, 3-1      | Waterford United            |
| 1941-1942 | Dundalk FC                  | 3-1           | Cork United Football Club   |
| 1942-1943 | Drumcondra FC               | 2-1           | Cork United Football Club   |
| 1943-1944 | Shamrock Rovers             | 3-2           | Shelbourne FC               |
| 1944-1945 | Shamrock Rovers             | 1-0           | Bohemian FC                 |
| 1945-1946 | Drumcondra FC               | 2-1           | Shamrock Rovers             |
| 1946-1947 | Cork United Football Club   | 2-2, 2-1      | Bohemian FC                 |
| 1947-1948 | Shamrock Rovers             | 2-1           | Drumcondra FC               |
| 1948-1949 | Dundalk FC                  | 3-0           | Shelbourne FC               |
| 1949-1950 | Transport Football Club     | 2-2, 2-2, 3-1 | Cork Athletic Football Club |
| 1950-1951 | Cork Athletic Football Club | 1-1, 1-0      | Shelbourne FC               |
| 1951-1952 | Dundalk FC                  | 1-1, 3-0      | Cork Athletic Football Club |
| 1952-1953 | Cork Athletic Football Club | 2-2, 2-1      | Evergreen United FC         |
| 1953-1954 | Drumcondra FC               | 1-0           | St. Patrick's Athletic FC   |
| 1954-1955 | Shamrock Rovers             | 1-0           | Drumcondra FC               |
| 1955-1956 | Shamrock Rovers             | 3-2           | Cork Athletic Football Club |
| 1956-1957 | Drumcondra FC               | 2-0           | Shamrock Rovers             |
| 1957-1958 | Dundalk FC                  | 1-0           | Shamrock Rovers             |
| 1958-1959 | St. Patrick's Athletic FC   | 2-2, 2-1      | Waterford United            |
| 1959-1960 | Shelbourne FC               | 2-0           | Cork Hibernians FC          |
| 1960-1961 | St. Patrick's Athletic FC   | 2-1           | Drumcondra FC               |
| 1961-1962 | Shamrock Rovers             | 4-1           | Shelbourne FC               |
| 1962-1963 | Shelbourne FC               | 2-0           | Cork Hibernians FC          |
| 1963-1964 | Shamrock Rovers             | 1-1, 2-1      | Cork Celtic FC              |
| 1964-1965 | Shamrock Rovers             | 2-0           | Limerick FC                 |
| 1965-1966 | Shamrock Rovers             | 2-0           | Limerick FC                 |
| 1966-1967 | Shamrock Rovers             | 3-2           | St. Patrick's Athletic FC   |
| 1967-1968 | Shamrock Rovers             | 3-0           | Waterford United            |
| 1968-1969 | Shamrock Rovers             | 1-1, 4-1      | Cork Celtic                 |
| 1969-1970 | Bohemian FC                 | 0-0, 0-0, 2-1 | Sligo Rovers                |
| 1970-1971 | Limerick FC                 | 0-0, 3-0      | Drogheda United             |
| 1971-1972 | Cork Hibernians FC          | 3-0           | Waterford United            |
| 1972-1973 | Cork Hibernians FC          | 0-0, 1-0      | Shelbourne FC               |
| 1973-1974 | Finn Harps                  | 3-1           | St. Patrick's Athletic FC   |
| 1974-1975 | Home Farm FC                | 1-0           | Shelbourne FC               |
| 1975-1976 | Bohemian FC                 | 1-0           | Drogheda United             |

| Saison            | Vainqueur                 | Score T.a.b.           | Finaliste                 |
| 1976-1977         | Dundalk FC                | 2-0                    | Limerick FC               |
| 1977-1978         | Shamrock Rovers           | 1-0                    | Sligo Rovers              |
| 1978-1979         | Dundalk FC                | 2-0                    | Waterford United          |
| 1979-1980         | Waterford United          | 1-0                    | St. Patrick's Athletic FC |
| 1980-1981         | Dundalk FC                | 2-0                    | Sligo Rovers              |
| 1981-1982         | Limerick United           | 1-0                    | Bohemian FC               |
| 1982-1983         | Sligo Rovers              | 2-1                    | Bohemian FC               |
| 1983-1984         | UCD                       | 2-1                    | Shamrock Rovers           |
| 1984-1985         | Shamrock Rovers           | 1-0                    | Galway United             |
| 1985-1986         | Shamrock Rovers           | 2-0                    | Waterford United          |
| 1986-1987         | Shamrock Rovers           | 3-0                    | Dundalk FC                |
| 1987-1988         | Dundalk FC                | 1-0                    | Derry City FC             |
| 1988-1989         | Derry City FC             | 0-0, 1-0               | Cork City FC              |
| 1989-1990         | Bray Wanderers            | 3-0                    | St. Francis Football Club |
| 1990-1991         | Galway United             | 1-0                    | Shamrock Rovers           |
| 1991-1992         | Bohemian FC               | 1-0                    | Cork City FC              |
| 1992-1993         | Shelbourne FC             | 1-0                    | Dundalk FC                |
| 1993-1994         | Sligo Rovers              | 1-0                    | Derry City FC             |
| 1994-1995         | Derry City FC             | 2-1                    | Shelbourne FC             |
| 1995-1996         | Shelbourne FC             | 1-1, 2-1               | St. Patrick's Athletic FC |
| 1996-1997         | Shelbourne FC             | 2-0                    | Derry City FC             |
| 1997-1998         | Cork City FC              | 0-0, 1-0               | Shelbourne FC             |
| 1998-1999         | Bray Wanderers            | 0-0, 2-2, 2-1          | Finn Harps                |
| 1999-2000         | Shelbourne FC             | 0-0, 1-0               | Bohemian FC               |
| 2000-2001         | Bohemian FC               | 1-0                    | Longford Town             |
| 2001-2002         | Dundalk FC                | 2-1                    | Bohemians FC              |
| novembre 2002 (2) | Derry City FC             | 1-0                    | Shamrock Rovers           |
| 2003              | Longford Town             | 2-0                    | St. Patrick's Athletic FC |
| 2004              | Longford Town             | 2-1                    | Waterford United          |
| 2005              | Drogheda United           | 2-0                    | Cork City FC              |
| 2006              | Derry City FC             | 4-3 (a.p)              | St. Patrick's Athletic FC |
| 2007              | Cork City FC              | 1-0                    | Longford Town             |
| 2008              | Bohemian FC               | 2-2 (a.p) t. a. b. 4-2 | Derry City FC             |
| 2009              | Sporting Fingal FC        | 2-1                    | Sligo Rovers              |
| 2010              | Sligo Rovers              | 0-0 (a.p) t. a. b. 2-0 | Shamrock Rovers           |
| 2011              | Sligo Rovers              | 1-1 (a.p) t. a. b. 4-1 | Shelbourne FC             |
| 2012              | Derry City FC             | 3-2 (a.p)              | St. Patrick's Athletic FC |
| 2013              | Sligo Rovers              | 3-2                    | Drogheda United           |
| 2014              | St. Patrick's Athletic FC | 2-0                    | Derry City FC             |
| 2015              | Dundalk FC                | 1-0 (a.p)              | Cork City FC              |
| 2016              | Cork City FC              | 1-0 (a.p)              | Dundalk FC                |
| 2017              | Cork City FC              | 1-1 (a.p) t. a. b. 5-3 | Dundalk FC                |
| 2018              | Dundalk FC                | 2-1                    | Cork City FC              |
| 2019              | Shamrock Rovers           | 1-1 (a.p) t. a. b. 4-2 | Dundalk FC                |
| 2020              | Dundalk FC                | 4-2ap                  | Shamrock Rovers           |
| 2021              | St. Patrick's Athletic FC | 1-1 (a.p) t. a. b. 4-3 | Bohemian FC               |
| 2022              | Derry City FC             | 4-0                    | Shelbourne FC             |
| 2023              | St. Patrick's Athletic FC | 3-1                    | Bohemian FC               |
| 2024              | Drogheda United           | 2-0                    | Derry City FC             |

### Bilan
| Rang | Club                        | Finales gagnées (Première-Dernière) | Finales perdues (Première-Dernière) |
| 1    | Shamrock Rovers             | 25 (1925-2019)                      | 10 (1922-2020)                      |
| 2    | Dundalk FC                  | 12 (1942-2020)                      | 8 (1931-2019)                       |
| 3    | Shelbourne FC               | 7 (1939-2000)                       | 11 (1923-2022)                      |
| 4    | Bohemian FC                 | 7 (1928-2008)                       | 9 (1929-2023)                       |
| 5    | Derry City FC               | 6 (1989-2022)                       | 5 (1988-2024)                       |
| 6    | Sligo Rovers                | 5 (1983-2013)                       | 6 (1939-2009)                       |
| -    | Drumcondra FC               | 5 (1927-1957)                       | 4 (1928-1961)                       |
| -    | St. Patrick's Athletic FC   | 5 (1959-2023)                       | 8 (1954-2012)                       |
| 9    | Cork City FC                | 4 (1998-2017)                       | 5 (1989-2018)                       |
| -    | Cork Athletic Football Club | 4 (1941-1953)                       | 5 (1942-1956)                       |
| 11   | Waterford United            | 2 (1937-1980)                       | 7 (1941-2004)                       |
| 12   | Limerick FC                 | 2 (1971-1982)                       | 3 (1965-1977)                       |
| -    | Drogheda United             | 2 (2005-2024)                       | 3 (1971-2013)                       |
| 14   | Cork Hibernians FC          | 2 (1972-1973)                       | 2 (1960-1963)                       |
| -    | Longford Town               | 2 (2003-2004)                       | 2 (2001-2007)                       |
| -    | Saint James's Gate FC       | 2 (1922-1938)                       | 2 (1934-1937)                       |
| 17   | Bray Wanderers              | 2 (1990-1999)                       | 0                                   |
| 18   | Cork Celtic FC              | 1 (1934-)                           | 1 (1969-)                           |
| -    | Finn Harps                  | 1 (1974-)                           | 1 (1999-)                           |
| -    | Fordsons FC                 | 1 (1926)                            | 1 (1924-)                           |
| -    | Galway United               | 1 (1991-)                           | 1 (1985-)                           |
| 22   | Alton United FC             | 1 (1923)                            | 0                                   |
| -    | Athlone United              | 1 (1924)                            | 0                                   |
| -    | UCD                         | 1 (1984-)                           | 0                                   |
| -    | Home Farm FC                | 1 (1975)                            | 0                                   |
| -    | Transport FC                | 1 (1950)                            | 0                                   |
| -    | Sporting Fingal FC          | 1 (2009)                            | 0                                   |

### Statistiques
- Plus grand nombre de victoires en finale : 25 Shamrock Rovers
- Plus grand nombre de défaites en finale : 11 Shelbourne FC
- Plus grand nombre de victoires consécutives en finale : 6 Shamrock Rovers de 1964 à 1969
- Plus grand nombre de défaites consécutives en finale : 2 
  - Dolphin FC de 1932 à 1933
  - Sligo Rovers de 1939 à 1940
  - Cork United FC de 1942 à 1943
  - Shamrock Rovers de 1958 à 1958
  - Limerick FC de 1965 à 1966
  - Bohemians FC de 1982 à 1983
  - Shamrock Rovers de 1958 à 1958
- Plus grand nombre de participations à une finale : 34 Shamrock Rovers
- Plus grand nombre de participation consécutives à une finale : 6 Shamrock Rovers de 1964 à 1969
- Victoire la plus large en finale (sans compter la prolongation, les tirs au but et les finales rejouées) : 4 buts d'écart.
  - Derry City FC 4-0 Shelbourne FC en 2022
- Plus grand nombre de buts marqués en finale (sans compter la prolongation, les tirs au but et les finales rejouées) : 7 buts.
  - Bohemians FC 4-3 Dundalk FC en 1935
- Moyenne de buts marqués en finale (sans compter la prolongation, les tirs au but et les finales rejouées) : 2,34 buts (164 buts au total / 70 finales).
- Nombre de finales qui se sont finies après prolongation : 30 dont 26 aux tirs au but.
- Clubs ayant gagné une finale sans jamais en avoir perdu :
  - Bray Wanderers
  - Athlone Town
  - UC Dublin
  - Home Farm FC
  - Transport FC
  - Sporting Fingal FC
- Clubs ayant perdu une finale sans jamais en avoir gagné : 
  - Brideville FC (2 finales perdues)
  - Cork Celtic
  - Dolphin FC
  - Evergreen United FC (1 finale perdue)
  - St. Francis FC